# Alexej Čepička
Alexej Čepička (18. srpna 1910 Kroměříž – 30. září 1990 Dobříš) byl český a československý politik Komunistické strany Československa, zeť Klementa Gottwalda, ministr.

## Život

### Politické začátky
Původně byl advokátním koncipientem v Ostravě. Hned po maturitě na kroměřížském gymnáziu v roce 1929, kdy byl přijat na právnickou fakultu Univerzity Karlovy, vstoupil do KSČ. V letech 1942–1945 byl vězněn v koncentračních táborech Osvětim a Buchenwald. Po válce se stal v letech 1945–1946 předsedou MNV v Kroměříži.

### „Velká kariéra“
Svou politickou kariéru odstartoval až sňatkem s jedinou dcerou Klementa Gottwalda Martou.
V letech 1947–1956 zastával vysoké stranické i státní funkce. Od 3. prosince 1947 byl ministrem vnitřního obchodu v první vládě Klementa Gottwalda. Funkci zastával do 25. února 1948, kdy v nové druhé vládě Klementa Gottwalda zaujal post ministra spravedlnosti. Ten si udržel i v následující vládě Antonína Zapotockého až do 25. dubna 1950. Toho dne přešel na pozici ministra národní obrany. Od 31. ledna 1953 do 14. září 1953 byl navíc náměstkem předsedy vlády (místopředsedou vlády), od 14. září 1953 až do konce funkčního období této vlády (od března 1953 pod předsednictvím nového premiéra Viliama Širokého), tedy do 12. prosince 1954 byl pak prvním náměstkem vlády. Ministrem národní obrany a prvním náměstkem předsedy vlády byl i v druhé vládě Viliama Širokého. Obě funkce ztratil 25. dubna 1956.
Kromě toho zastával v letech 1949–1950 post předsedy Státního úřadu pro věci církevní. IX. sjezd KSČ ho zvolil členem Ústředního výboru Komunistické strany Československa. Ve funkci ho potvrdil X. sjezd KSČ. Od září 1951 do června 1954 byl členem předsednictva ÚV KSČ, a od září 1951 do června 1954 též členem politického sekretariátu ÚV KSČ. Od června 1954 do dubna 1956 zastával funkci člena politického byra ÚV KSČ.
Měl značnou odpovědnost za nezákonnosti a zločiny páchané státní správou v letech 1948–1955. Spolu s Klementem Gottwaldem a Rudolfem Slánským byl hlavním architektem plánů KSČ na likvidaci římskokatolické církve, osobně řídil politické procesy s odpůrci komunistů.
Zasedal i v zákonodárných sborech. V parlamentních volbách v roce 1946 byl zvolen poslancem Ústavodárného Národního shromáždění za KSČ. V parlamentu setrval do konce funkčního období, tedy do voleb do Národního shromáždění roku 1948, v nichž byl zvolen do Národního shromáždění za KSČ ve volebním kraji Olomouc. Mandát získal i ve volbách do Národního shromáždění roku 1954 (volební kraj Kroměříž I).

### Konec kariéry
Jeho moc upadla po smrti jeho tchána a v roce 1956 byl odvolán z významných stranických funkcí. Poté několik let vykonával funkci předsedy Státního úřadu pro vynálezy a normalizaci. V roce 1963 byl z KSČ vyloučen za nezákonnosti, kterých se dopustil v padesátých letech. Byl mu odňat Řád Klementa Gottwalda, psychicky se zhroutil a prodělal srdeční infarkt. V pozdějším věku se u něj vyvinula Alzheimerova choroba. Dožil zapomenut v pečovatelském domě, zemřel necelý rok po sametové revoluci ve věku 80 let.

## Státní vyznamenání
- Řád 25. února
- Řád Klementa Gottwalda – za budování socialistické vlasti, udělen 7.5.1955, č. 0012
- Československý válečný kříž 1939
- Československá medaile za zásluhy, I. stupeň
- Pamětní odznak druhého národního odboje
- Pamětní kříž Za věrnost 1939–1945[12]

## Odraz v kultuře
Jméno Alexeje Čepičky použil Miloslav Švandrlík v názvu svého humoristicko-satirického dokumentárního románu Černí baroni aneb Válčili jsme za Čepičky.
V české dokumentární minisérii Generálové (2021) mu byl věnován 4. díl „Z maršála vězeň, z vojína generál“. Tento díl popisuje simultánně životní dráhu Karla Janouška, československého legionáře, organizátora čs. jednotek v RAF a jediného československého leteckého maršála RAF, který byl nedlouho po komunistickém převratu zatčen, následně degradován na vojína a odsouzen na několik let do vězení, a Alexeje Čepičky, komunistického funkcionáře, který krátce před Mnichovem ze strachu z nasazení ani nedokončil základní výcvik, simuloval zdravotní problémy, ačkoliv byl v dobré fyzické kondici, načež byl propuštěn s modrou knížkou v hodnosti vojín-aspirant a následně, po komunistickém převratu, byl po šplhání po stranickém žebříčku a zejména díky vmíšení se do rodiny Klementa Gottwalda povýšen do nejvyšší generálské hodnosti (armádní generál) a jmenován ministrem národní obrany.
V praxi se na těchto dvou mužích demonstruje to, co o personální strategii v československé poválečné armádě prohlásil prezident Gottwald: „Nebudeme dělat z generálů komunisty, ale z komunistů generály.“